# Domiciano
Tito Flavio Domiciano (Roma, 24 de octubre de 51-18 de septiembre de 96), comúnmente conocido como Domiciano, fue emperador del Imperio romano desde el 14 de octubre de 81 hasta su muerte el 18 de septiembre de 96. Fue el último emperador de la dinastía Flavia, que reinó sobre el Imperio romano desde el año 69 hasta el año 96 y abarcó los reinados de su padre, Vespasiano (69-79), de su hermano mayor Tito (79-81) y finalmente el suyo propio (81-96).
Los triunfos de su hermano Tito marcaron la juventud y los inicios de su carrera, ya que aquel alcanzó considerable renombre militar durante las campañas en Germania y Judea de los años 60. Dicha situación se mantuvo durante el reinado de su padre Vespasiano, coronado emperador el 21 de diciembre de 69, tras un largo año de guerras civiles conocido como el Año de los cuatro emperadores. Al tiempo que su hermano gozó de poderes semejantes a los de su padre, él fue recompensado con honores nominales que no implicaban responsabilidad alguna. A la muerte de su padre el 23 de junio de 79, Tito le sucedió pacíficamente, pero su corto reinado finalizó abrupta e inesperadamente a su muerte por enfermedad, acaecida el 13 de septiembre de 81. Al día siguiente Domiciano fue proclamado emperador por la Guardia Pretoriana; su reinado, que duraría quince años, sería el más largo desde el de Tiberio.
Las fuentes clásicas le describen como un tirano cruel y paranoico, ubicándole entre los emperadores más odiados al comparar su vileza con las de Calígula o Nerón. No obstante, la mayor parte de las afirmaciones acerca de él tienen su origen en escritores que le fueron abiertamente hostiles: Tácito, Plinio el Joven y Suetonio. Dichos hombres exageraron la crueldad del monarca al efectuar adversas comparaciones con los "cinco buenos emperadores" que le sucedieron. A consecuencia de todo ello, la historiografía moderna rechaza la mayor parte de la información que contienen las obras de estos escritores al considerarlos poco objetivos. Se le describe como un autócrata despiadado pero eficiente, cuyos programas pacíficos, culturales y económicos fueron precursores del próspero siglo II, en comparación con el turbulento crepúsculo del siglo I. Su muerte marcó el final de la dinastía Flavia, a la cual seguiría la dinastía Ulpio-Aelia, que comenzaría con el nombramiento de Nerva.

## Biografía

### Juventud

#### Familia

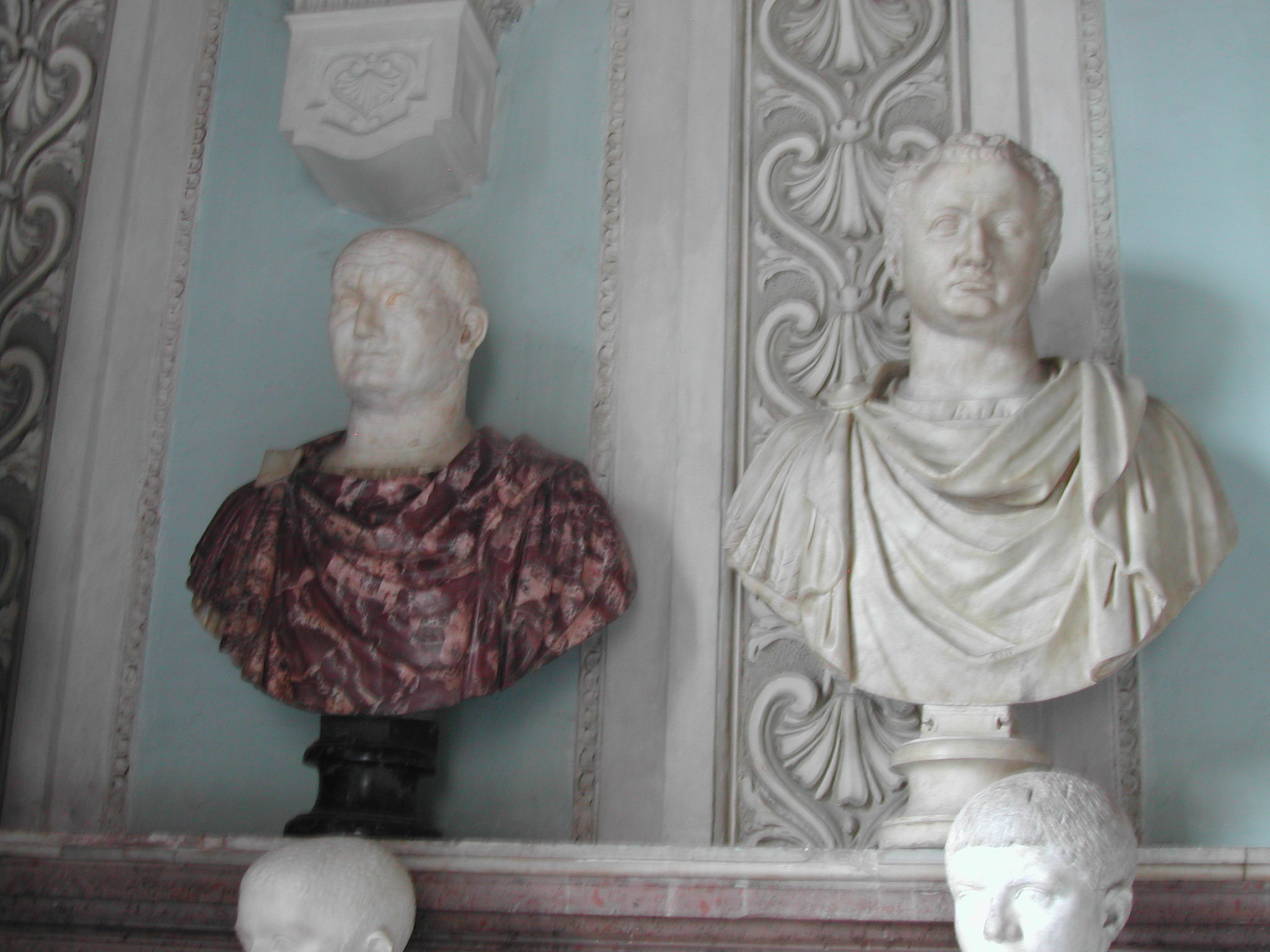
Bustos de Vespasiano (izda.) y Tito (dcha.). Museos Capitolinos, Roma.

Nacido en Roma el 24 de octubre del año 51, era el tercer hijo de Vespasiano y Domitila la Mayor. Sus hermanos eran Domitila la Menor (nacida en 39) y Tito (nacido el mismo año que su hermana y conocido popularmente como Tito).
Las décadas de guerra civil que azotaron al Imperio a lo largo del siglo I a. C. habían contribuido enormemente a la decadencia de la vieja aristocracia romana, que fue gradualmente sustituida en el poder por una nueva nobleza provincial durante la primera parte del siglo I. Una de esas familias fue la de los Flavios, o gens Flavia, que se elevó desde una oscuridad relativa hasta la prominencia en tan solo cuatro generaciones, adquiriendo considerable riqueza e influencia bajo el reinado de los emperadores de la dinastía Julio-Claudia. El bisabuelo de Domiciano, Tito Flavio Petrón, sirvió como centurión a las órdenes de Cneo Pompeyo Magno durante la segunda guerra civil. Su carrera militar terminó cuando Pompeyo fue derrotado de manera aplastante por Julio César en la batalla de Farsalia.
Sin embargo, Petrón logró mejorar su situación casándose con Tértula, una mujer sumamente rica, cuya fortuna garantizó el ascenso del hijo de ambos, Tito Flavio Sabino, el abuelo de Domiciano. El mismo Sabino amasó una gran riqueza como recaudador de impuestos en la provincia de Asia y como banquero en Helvecia. Al casarse con Vespasia Polión se alió con una de las familias patricias de mayor abolengo aristocrático. La riqueza y el linaje de los hijos de Vespasia Polión y Tito Flavio Sabino II garantizaron el ascenso de sus hijos, Vespasiano y Tito Flavio Sabino, al rango senatorial.

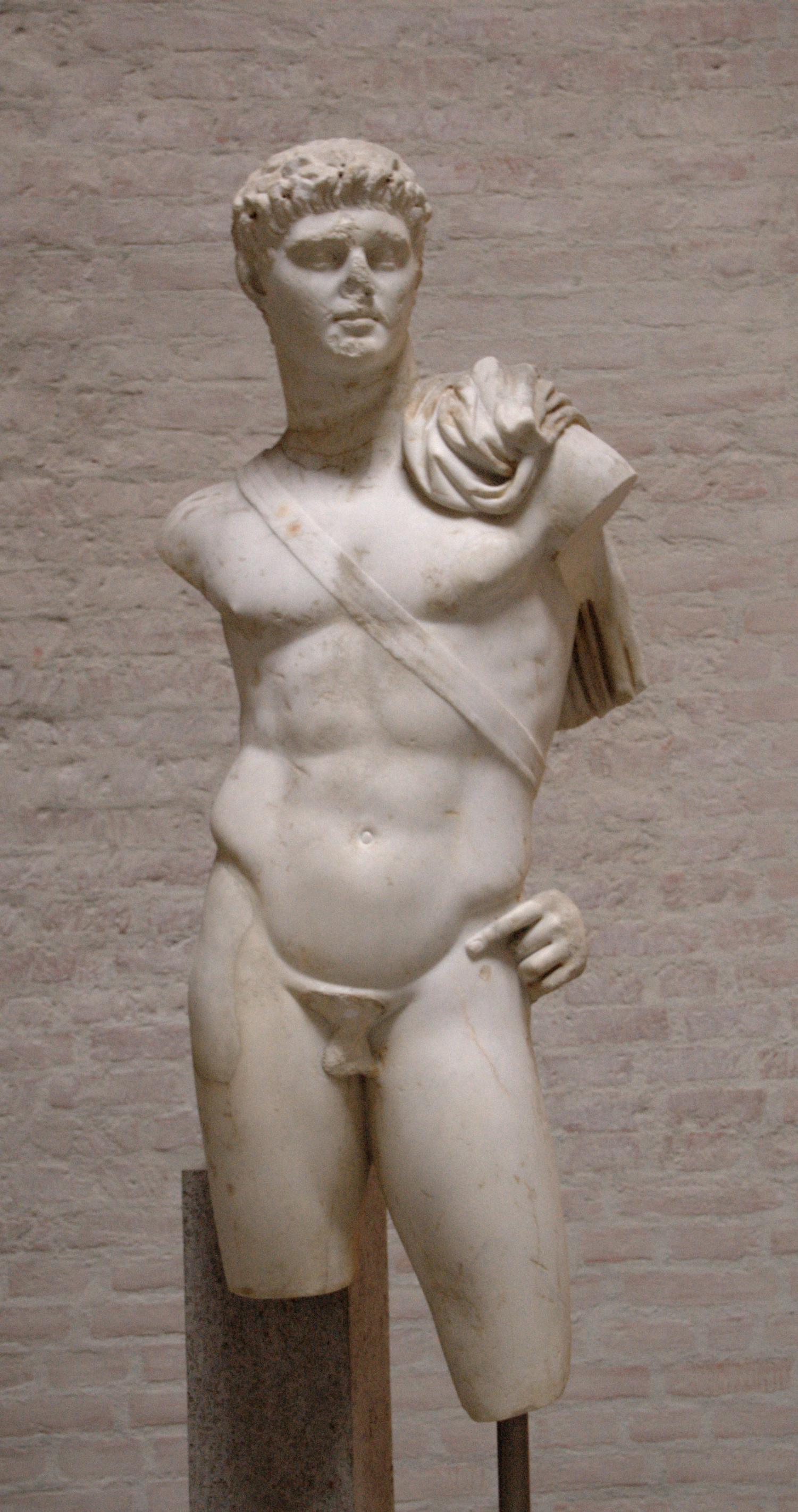
Estatua de Domiciano.

La carrera política de Vespasiano comprendió los cargos de cuestor, edil, pretor, culminando con un consulado en 51, año de nacimiento de Domiciano. Vespasiano alcanzó la gloria militar merced a su destacada participación en la Invasión de Britania. Aunque las fuentes antiguas alegan la pobreza de la familia flavia durante la época del nacimiento de Domiciano, e incluso sugieren que los Flavios habían caído en desgracia durante los reinados de Calígula (37-41) y Nerón (54-68), historiadores modernos como Jones afirman que estos relatos constituyen solo una parte de la campaña propagandística realizada durante los reinados de los emperadores pertenecientes a la dinastía Flavia; dicha campaña tenía como fin minar la popularidad de estos impopulares emperadores y alabar la del emperador Claudio (41-54) y la de su hijo Británico. Al parecer, el favor imperial hacia los Flavios fue considerable a lo largo del periodo comprendido entre 40 y 60. Mientras Tito recibía una extraordinaria educación en la corte imperial junto a Británico, Vespasiano ejerció importantes magistraturas civiles y militares.
Tras haber estado retirado de la vida pública durante la década de 50, Nerón nombró procónsul de África a Vespasiano (63). El futuro emperador acompañará al emperador en un viaje a Grecia en 66. Tras el estallido de la primera guerra judeo-romana en la provincia de Judea, el emperador designó a Vespasiano comandante de los ejércitos allí estacionados. Al finalizar su formación militar, Tito se unió a su padre y dirigió personalmente una de sus tres legiones durante la campaña.

#### Adolescencia y carácter

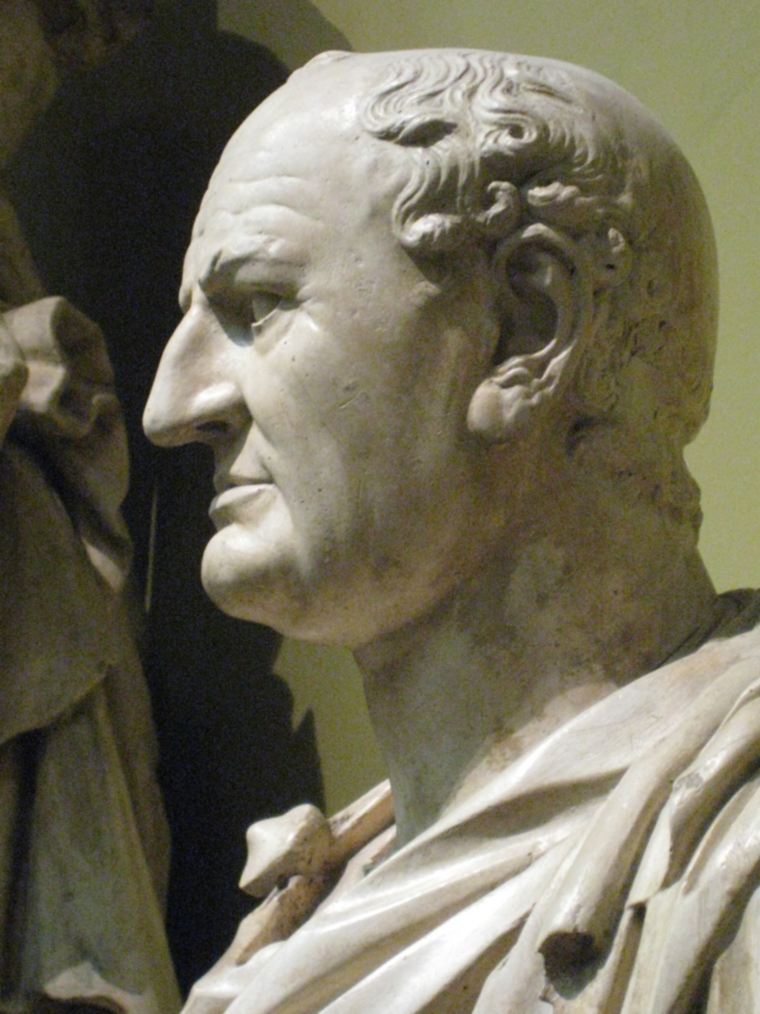
Busto de Vespasiano, Museo Pushkin (Moscú). Domiciano tenía quince años cuando el emperador Nerón encargó a su padre la tarea de someter a los rebeldes judíos.

Ya en el año 66, hacía tiempo que habían muerto tanto la madre como la hermana de Domiciano, mientras que su padre y su hermano lideraban los ejércitos de Germania y Judea; todo ello motivó que pasase la mayor parte de su adolescencia en ausencia de sus parientes más cercanos. Durante la primera guerra judeo-romana, Domiciano pasó al cuidado de su tío Tito Flavio Sabino, que era praefectus urbi de Roma. Es probable que Nerva, quien sería su sucesor en el trono, lo tomara bajo su protección. Recibió una educación privilegiada, digna de un joven procedente de la clase senatorial; estudió retórica y literatura. Suetonio, en su obra Las vidas de los doce césares escribe acerca de la capacidad que tenía para citar frases de grandes poetas como Homero o Virgilio en las ocasiones adecuadas, y lo describe como un adolescente culto y educado, capaz de conversar de una manera muy elegante. Sus primeras obras publicadas fueron poemas, así como tratados sobre la ley y administración. A diferencia de su hermano Tito, no fue criado propiamente en la corte imperial, ni parece que recibiera una educación militar formal; aunque Suetonio le describe como un arquero muy diestro.
Suetonio, además, consagra una parte importante de su biografía a hablar de la personalidad de Domiciano y proporciona una detallada descripción de su carácter y apariencia física.

Domiciano era de elevada estatura, semblante modesto, tez sonrosada y ojos grandes, aunque débiles; era hermoso y apuesto, sobre todo en la juventud, aunque tenía los dedos de los pies muy cortos. Más adelante a este defecto se unieron otros: cabeza calva, vientre enorme y piernas extraordinariamente delgadas, y más debilitadas aún por larga enfermedad.

Al parecer, su calvicie le avergonzaba tanto que en etapas posteriores trató de disimularla con el empleo de pelucas. Siempre según Suetonio, se obsesionó tanto que llegó a escribir un libro acerca del cuidado del cabello. En lo que respecta a su personalidad, los escritos de Suetonio alternan bruscamente entre una descripción emperador-tirano, el de un hombre física e intelectualmente perezoso o el de un emperador de carácter refinado y de gran inteligencia. Brian Jones concluye en su obra, The Emperor Domitian, que es complicado hablar acerca de la verdadera naturaleza de la personalidad de Domiciano a causa de la parcialidad de las fuentes supervivientes. Si hemos de juzgarlo solo por sus hechos, dejó el Imperio mejor de como lo tomó. Pero, según sugieren las partes comunes de las fuentes supervivientes, parece ser que carecía del carisma natural de su hermano y de su padre, que era propenso a sospechar de las personas, y que estaba dotado de un extraño y en ocasiones autodespreciativo sentido del humor. La naturaleza de su carácter se vio agravada por su tendencia al aislamiento del resto del mundo; a medida que pasaban los años esta tendencia se acentuó hasta el punto que se comunicaba de manera críptica con los demás o incluso llegaba a no mantener contacto con nadie. Quizá esto fuera consecuencia de su infancia, transcurrida lejos de sus familiares más cercanos. Es más, cuando tenía dieciocho años la mayor parte de sus familiares cercanos habían muerto en combate o de enfermedad. Por otro lado, y a consecuencia de haber pasado casi toda su juventud bajo el reinado de Nerón, sus años de educación estuvieron fuertemente influenciados por la agitación política de la época, que culminó con la guerra civil de 69 que llevaría a su familia al poder.

### Ascenso de la dinastía Flavia

#### Año de los Cuatro Emperadores

Mapa del Imperio romano durante el Año de los Cuatro Emperadores, las provincias azules indican las regiones leales a Vespasiano.

El 9 de junio del año 68, entre la creciente oposición del Senado y el ejército, Nerón se suicidó, terminando así con la dinastía Julio-Claudia y desatando una devastadora guerra civil conocida como el Año de los cuatro emperadores. En dicha guerra, los cuatro generales más influyentes del Imperio romano —Galba, Otón, Vitelio y Vespasiano— se fueron disputando sucesivamente el control del mismo. Informado de la muerte del último Julio-Claudio, así como del nombramiento como emperador de Servio Sulpicio Galba, entonces gobernador de Hispania Tarraconense, el futuro emperador, Vespasiano, decidió pausar su campaña y enviar a su hijo Tito a presentar sus respetos al nuevo emperador.
Antes de alcanzar Italia, Tito fue informado de que Galba había sido asesinado y de que Otón había sido nombrado su sucesor. Nada más iniciar su reinado, el ex-gobernador de Lusitania tuvo que hacer frente a la rebelión de Vitelio y sus legiones de Germania. El rebelde fue coronado emperador por sus tropas e inició una marcha sobre Roma. No queriendo arriesgarse a ser capturado por ninguno de los dos bandos, Tito suspendió el viaje y volvió a Judea junto a su padre.
Otón y Vitelio eran conscientes de la amenaza que representaba Vespasiano. Con cuatro legiones a su disposición, lideraba una fuerza compuesta por unos 80.000 soldados. Además, su sólida posición en Judea le confería la ventaja de estar próximo a la provincia de Egipto, territorio vital que controlaba el suministro de grano de la capital. Paralelamente, su hermano, Tito Flavio Sabino, era praefectus urbi, por lo que controlaba el destacamento militar estacionado en la ciudad. A pesar de que la tensión entre sus tropas se acrecentaba, decidió no pasar a la acción mientras Galba y Otón ostentaron el poder. Sin embargo, tras la derrota de Otón en Bedriacum, y de su noble suicidio, que emocionó a Roma, los ejércitos de Judea y Egipto decidieron actuar y nombraron emperador a Vespasiano el 1 de julio de 69. Vespasiano aceptó y, tras duras negociaciones, Tito obtuvo el apoyo del gobernador de Siria, Muciano; esta unión representaba la formación de una imponente fuerza en el Este. Al tiempo que Vespasiano se trasladaba a Alejandría a fin de asegurarse el control de la provincia egipcia, Tito quedó al mando del conflicto que les enfrentaba con los judíos sediciosos; por todo ello, sobre Muciano recayó la tarea de tomar Roma.

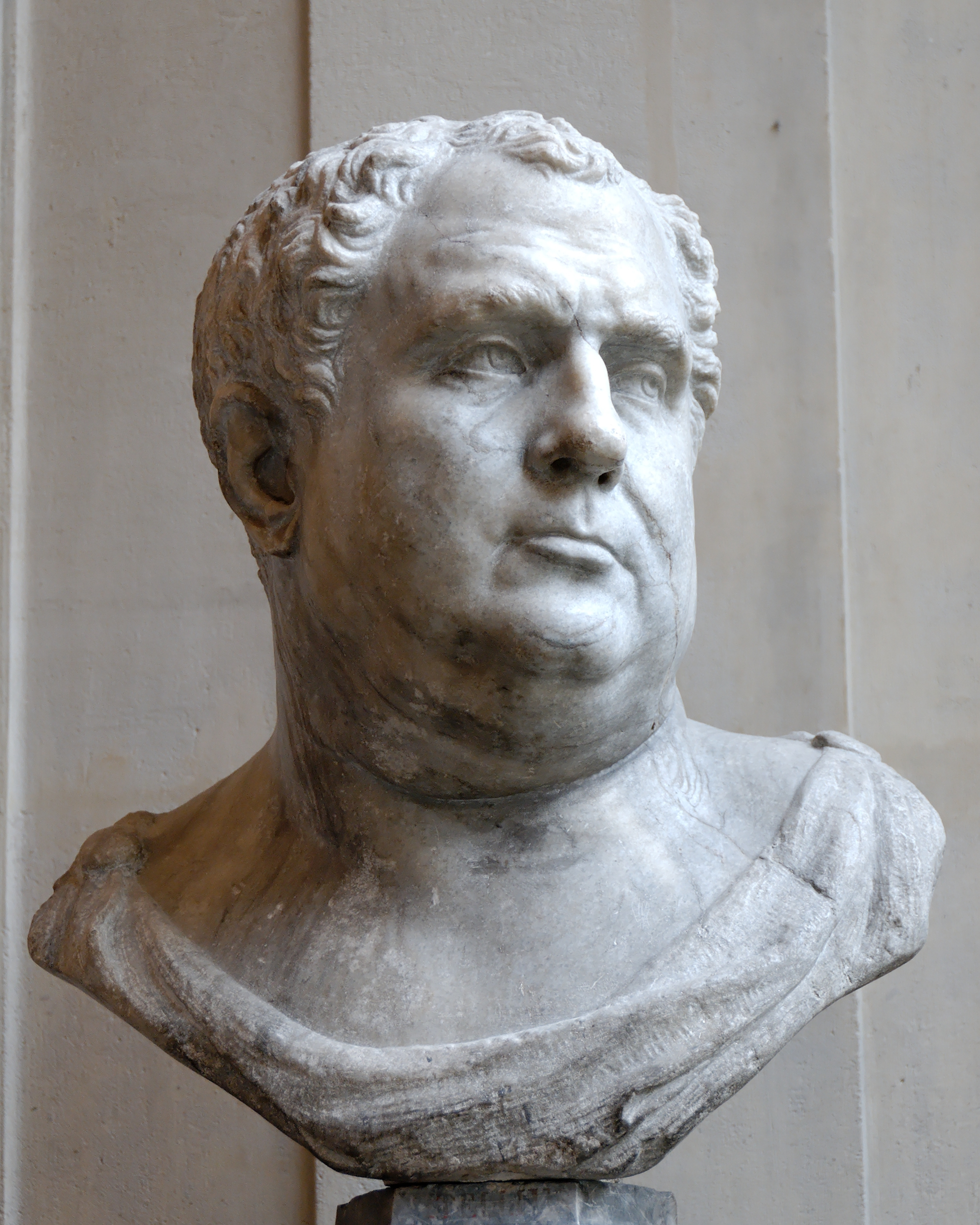
Réplica del de un busto del emperador Vitelio. Museo del Louvre (París).

En Roma, Vitelio puso a Domiciano bajo arresto domiciliario a fin de poder emplearlo como rehén ante el inminente ataque de Muciano a la capital. La situación del emperador era desesperada, pues sus soldados desertaron en masa a las filas de su adversario. El 24 de octubre de 69 los dos ejércitos se enfrentarían en la Bedriacum; dicha batalla finalizó con una aplastante victoria sobre los soldados vitelianos. Tras su derrota, Vitelio trató de firmar un tratado en el que renunciaba al trono voluntariamente; no obstante, los pretorianos se lo impidieron.
La mañana del 18 de diciembre el emperador se encaminó al Templo de la Concordia a fin de depositar la insignia imperial; sin embargo, en el último momento volvió sobre sus pasos y regresó al Palacio Imperial. Creyendo a Vitelio fuera de juego, los estadistas más influyentes de la capital se reunieron en la casa del Flavio Sabino y declararon emperador a Vespasiano. Pero las tropas de Vitelio atacaron a la escolta de Sabino obligándola a refugiarse en la Colina Capitolina. Aunque Muciano se acercaba a Roma, los familiares de Vespasiano no fueron capaces de resistir el asedio. A la mañana siguiente, las tropas imperiales irrumpieron en el Arx, la ciudadela de la Colina Capitolina; Sabino cayó víctima de la escaramuza que se produjo. Domiciano logró escapar disfrazándose de adorador de Isis y pasó la noche en casa de uno de los simpatizantes de su padre.
El 20 de diciembre, Vitelio y sus ejércitos fueron derrotados y sus oficiales ejecutados por las tropas de Vespasiano. Sin nada que temer, Domiciano salió de su escondite y se presentó a las fuerzas invasoras, que lo aclamaron como Caesar y lo condujeron a la casa de su padre. El 21 de diciembre, el Senado proclamó oficialmente a Vespasiano como emperador, terminando así con este sangriento ciclo de guerras civiles. Había finalizado el año de los cuatro emperadores; se iniciaba el reinado de Vespasiano.

#### Consecuencias del conflicto

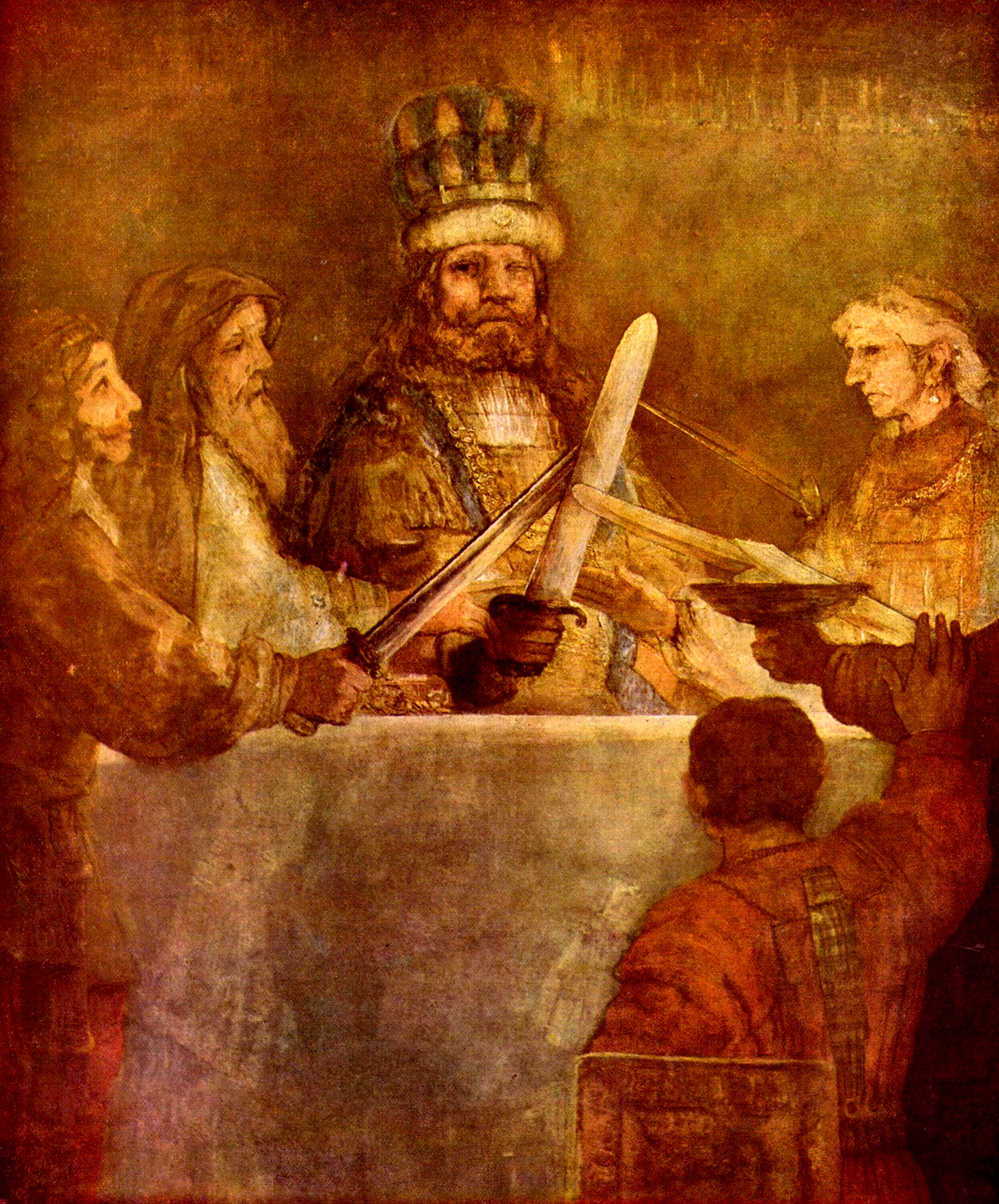
La conspiración de Cayo Julio Civilis de Rembrandt (1661). Durante la rebelión de los batavios, Domiciano disfrutó momentáneamente de una oportunidad de alcanzar la gloria militar; sin embargo, los oficiales superiores le denegaron el mando de una legión.

Aunque la guerra civil hubiera finalizado oficialmente, un estado de anarquía se apoderó de la capital durante los primeros días que transcurrieron tras el fallecimiento de Vitelio; sin embargo, Muciano restauró el orden de manera satisfactoria a principios de 70. Por su parte, Vespasiano no acudiría a Roma hasta septiembre de aquel año. En ausencia de su padre y su hermano, Domiciano actuó como representante de los Flavios en el Senado, cuyos integrantes le otorgaron el título de César y lo nombraron pretor con poderes proconsulares. No obstante, su poder y autoridad eran puramente nominales, presagio del papel que desempeñaría a lo largo de los siguientes doce años. Todas las fuentes afirman que era Muciano el que ejerció el verdadero poder en ausencia del emperador; el exgobernador de Siria no permitió que un joven de dieciocho años traspasara los límites de su función simbólica. Tácito describe su primer discurso ante los senadores como un informe breve y moderado. A fin de controlarle, se mantuvo una estrecha vigilancia sobre el séquito del César; además, los militares más influyentes como Arrio Varo, praefectus praetorio, o Marco Antonio Primo, comandante de los efectivos del emperador en Bedriacum, fueron enviados a peligrosas misiones en provincias lejanas y sustituidos por hombres fácilmente controlables como Marco Arrecino Clemente.
Al igual que había hecho con sus ambiciones políticas, Muciano hundió las aspiraciones militares del joven. El Año de los cuatro emperadores había causado una gran inestabilidad en las provincias, conduciendo a una serie de rebeliones lideradas por regímenes locales; en la Galia, comandados por Cayo Julio Civilis, los batavios, efectivos auxiliares de las legiones del Rin, desertaron y se unieron a los tréveros de Julio Clásico. Desde la capital se enviaron siete legiones comandadas por el cuñado del emperador, Quinto Petilio Cerial, que sometió rápidamente a los sediciosos. A pesar de ello, Muciano se vio forzado a marchar con sus propias tropas a la zona afectada a consecuencia de los exagerados informes que había recibido. El César trató entonces de alcanzar una reputación como militar, para lo que se unió a los oficiales con la esperanza de que se le concediera el mando de una legión. Tácito escribe que Muciano no confiaba en Domiciano, si bien prefería que permaneciera cerca de él, en donde pudiera controlarle, en lugar de en Roma. Cuando llegaron las noticias de la victoria de Cerial, Muciano intentó disuadir al hijo de su aliado de perseguir la fama militar. Sin embargo, Domiciano decidió escribir directamente a Cerial, al que sugirió que le traspasase el mando del ejército. Advertido por Muciano, este le volvió a rechazar. La llegada de su padre a la ciudad le apartó definitivamente de la política. Pasó los años siguientes dedicándose a las artes y a la literatura.

#### Matrimonio

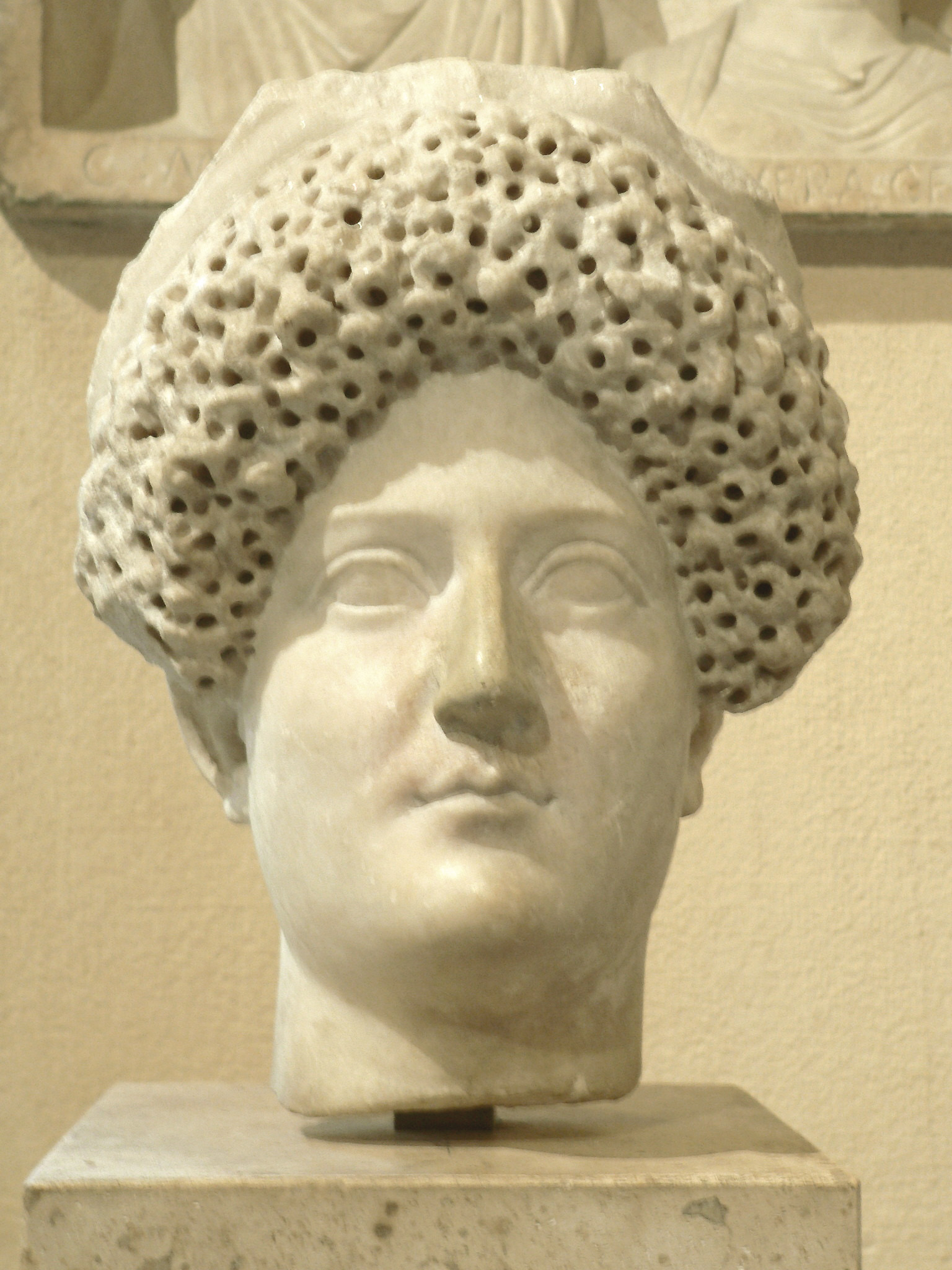
Busto de Domicia Longina, esposa de Domiciano. Nótese el peculiar peinado, muy popular durante el gobierno de la dinastía Flavia.

Fracasada su carrera política y militar, el futuro emperador centró su atención en los asuntos que afectaban a su vida doméstica. Vespasiano intentó concertar un matrimonio entre su hijo menor y la hija de Tito, Julia Flavia. Sin embargo, este estaba tan profundamente enamorado de Domicia Longina que logró convencer a su marido, Lucio Elio Lamia, de que se divorciase con el objeto de poder casarse con ella él mismo. Vespasiano, aunque en un principio se opuso a esta unión, cedió al ver lo beneficiosa que era para ambas familias. Longina era hija de Cneo Domicio Corbulón, un militar competente y político respetado, que se suicidó por órdenes de Nerón tras el fracaso de la Conspiración de Pisón. A través de este matrimonio no solo se restablecían las conexiones con la oposición senatorial, sino que también se reforzaba la campaña propagandística que trataba de ocultar el éxito experimentado por la carrera política de Vespasiano durante el reinado del odiado emperador. Los oficiales imperiales manipularon la información a fin de crear unos falsos vínculos con los fallecidos Claudio y Británico. Se rehabilitaron las propiedades de las víctimas de los excesos de Nerón.
Al parecer el matrimonio fue feliz, aunque se vio obligado a tolerar constantes acusaciones de adulterio y divorcio. En 73 nacería el único hijo de la pareja, un varón del que se desconoce el nombre fallecido en 81. Jones opina que esta fue la razón por la que en 83 Domiciano exilió a su esposa bajo acusaciones de infertilidad. Sin embargo la haría volver; quizá por amor o con el objeto de acallar los rumores que le relacionaban con su sobrina, Julia Flavia. Se desconoce si tuvo algún hijo ilegítimo y nunca se volvió a casar. Tras suceder en el trono a su hermano, otorgó a su mujer el título honorífico de Augusta y forzó al Senado a deificar a su hijo. Esta información procede del grabado presente en el reverso de una moneda acuñada durante su reinado.

#### Heredero de carácter formal. Ascenso al trono

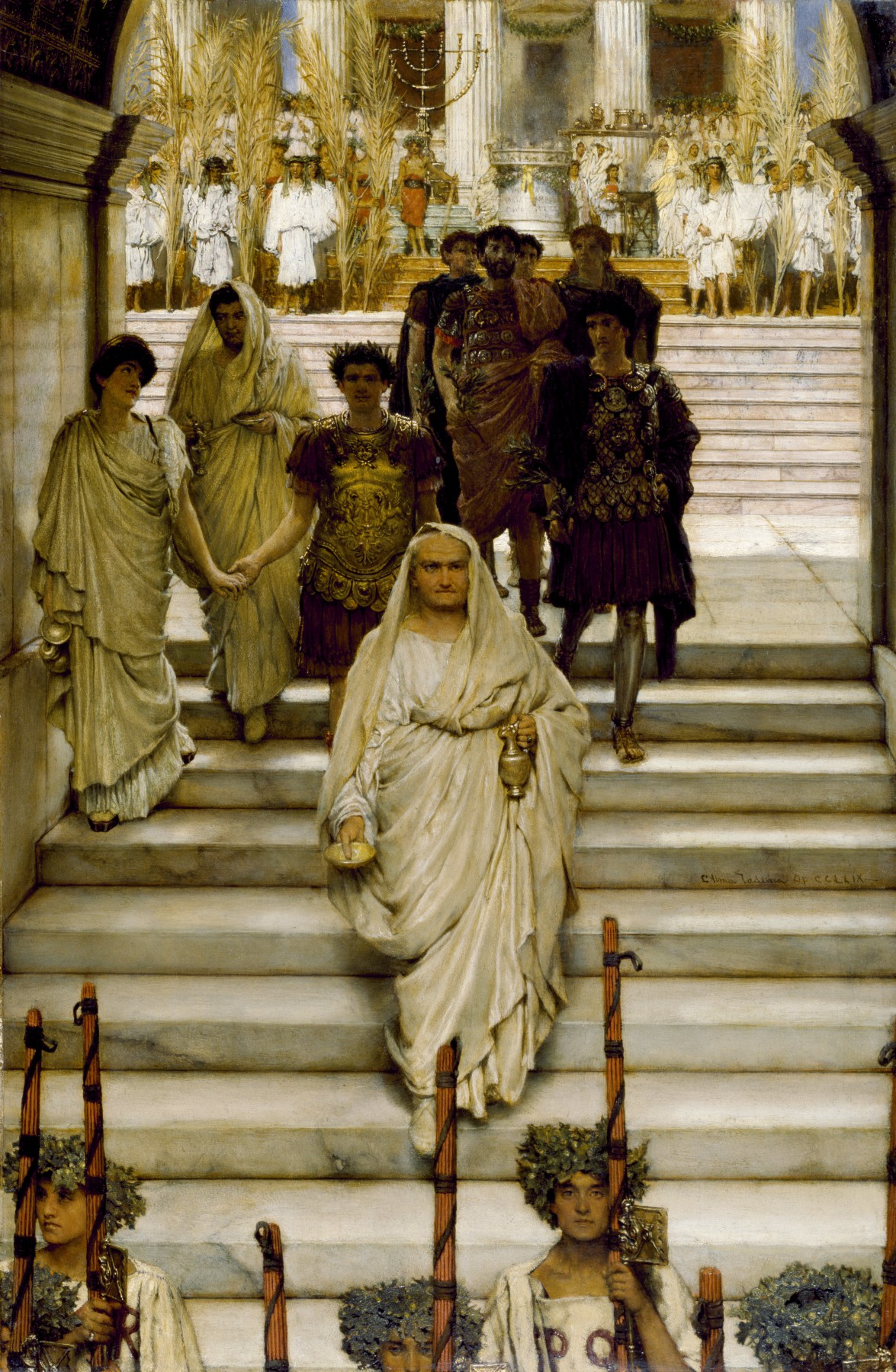
Triunfo de Tito, por Lawrence Alma-Tadema (1885). La pintura describe la procesión triunfal de la Familia Flavia durante el triunfo de Tito. Vespasiano aparece a la cabeza de la familia ataviado de Pontifex Maximus, seguido por Domiciano y Domicia Longina y finalmente por Tito, que porta una regalía religiosa.

En junio de 71, Tito regresó a la capital tras derrotar a los sediciosos que se habían rebelado en Judea. El conflicto se había saldado con la captura o fallecimiento de cerca de un millón de personas, de las cuales casi todas eran judías. Se destruyeron Jerusalén y su templo y se capturó y esclavizó a 100.000 personas. A fin de recompensar su victoria, el Senado concedió a Tito un triunfo; durante la celebración del mismo, los miembros de la dinastía Flavia se presentaron ante el pueblo romano precedidos por un desfile en el que se exhibía el botín de guerra. A la cabeza de la procesión iban Tito y Vespasiano, seguidos por Domiciano - a lomos de un semental blanco - y el resto de la familia. Tras ejecutar a los líderes de la resistencia judía en el Foro se realizaron sacrificios religiosos en el Templo de Júpiter. A fin de conmemorar la victoria de Tito se ordenó la construcción del Arco de Tito, situado en la entrada sureste del Foro.
El regreso de su hermano puso de manifiesto la insignificancia de Domiciano, tanto militar como políticamente. En su condición de primogénito y merced a su experiencia, Tito fue nombrado cónsul en siete ocasiones, censor en una, y, además, se le concedió la tribunicia potestas y el mando sobre el cuerpo de seguridad imperial, la Guardia Pretoriana; todo ello durante el reinado de su padre. Por otra parte, estas concesiones confirmaban que Tito era el heredero del Imperio. A Domiciano se le concedieron los títulos honoríficos de césar o princeps iuventutis, además de varios sacerdocios como el de augur, pontifex, frater arvalis, magister frater arvalium y sacerdos collegiorum omnium, aunque ningún cargo con imperium. Ejerció un consulado ordinario en 73 y cinco consulados suffectus en 71, 75, 76, 77 y 79, sustituyendo casi siempre en el puesto a su padre o a su hermano a mediados de enero. Durante los reinados de ambos no obtuvo ningún cargo público de importancia. Por otro lado, y si bien sus cargos eran más formales que materiales, esos puestos sirvieron sin duda para que Domiciano adquiriese una valiosa experiencia tratando con el Senado. Muciano, estrecho colaborador de su padre durante el año de los cuatro emperadores, desapareció completamente de la vida pública y es probable que muriera en 75/7. El verdadero poder se concentró en manos de Vespasiano, Tito, y sus aliados políticos; el Senado se mantuvo como una falsa fachada de democracia.
La eficacia de Tito como coemperador de su padre garantizó que tras la muerte de este último (23 de junio de 79) se produjera una sucesión pacífica y con pocos cambios. Tito aseguró a su hermano que sería designado para desempeñar cargos de importancia durante su reinado, aunque no le invistió con el poder tribunicio ni le concedió ningún cargo con imperium. De todas formas, si bien Tito pudo haber tenido en mente otorgar a su hermano cargos públicos de importancia, varios sucesos ocurridos durante el transcurso de su reinado requirieron toda su atención. El 24 de agosto de 79 el Vesubio entró en erupción, enterrando bajo metros de ceniza y lava las ciudades de Pompeya y Herculano. Al año siguiente estalló un incendio en la capital que dañó una parte importante de los edificios públicos.
Por todo ello, Tito pasó gran parte de su reinado tratando de restaurar las propiedades de las víctimas. El 13 de septiembre de 81, tras dos años en el trono, el hermano de Domiciano falleció a causa de unas fiebres que contrajo durante un viaje que realizó al territorio de los sabinos.
Las fuentes clásicas implican a Domiciano en esta muerte, acusándolo directamente de asesinato, o afirmando que abandonó a su hermano cuando este se encontraba muy enfermo a fin de que muriera. La veracidad de estas historias, sobre todo considerando la subjetividad de las fuentes contemporáneas, es difícil de evaluar. Es muy probable que el afecto fraternal fuera mínimo, hecho nada sorprendente, ya que apenas se conocían entre ellos. Independientemente de la naturaleza de esta relación, Domiciano nunca mostró mucha preocupación por su hermano moribundo.
Un día después del fallecimiento de Tito, el Senado proclamó emperador a Domiciano y le concedió la tribunicia potestas, el cargo de pontifex maximus, y los títulos de augusto y pater patriae.

### Emperador

#### Administración

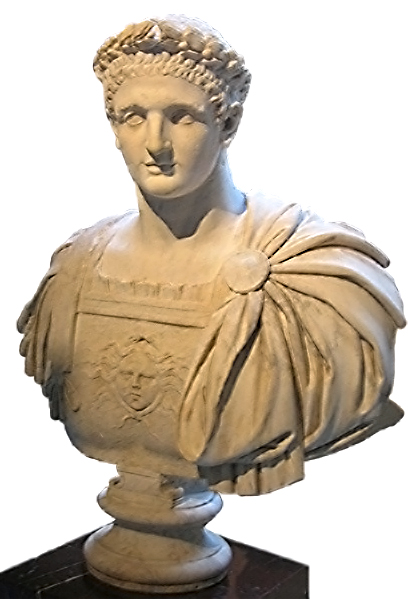
Busto de Domiciano como emperador con la corona cívica. Museo del Louvre (París).

Como emperador, Domiciano puso pronto fin a la falsa fachada de democracia republicana establecida por su padre y estimulada durante el reinado de su hermano. Hizo del Senado una institución obsoleta al concentrar en sus manos los poderes gubernamentales. En su opinión el Imperio debía ser gobernado por una monarquía divina dirigida por él, un déspota benevolente. Al margen de su poder político, estimaba que su papel como emperador abarcaba los aspectos de la vida cotidiana de la sociedad romana. Constituyó el referente cultural, así como la autoridad moral. Al embarcarse en una serie de ambiciosos proyectos económicos, militares y culturales destinados a restablecer la gloria que experimentó el Imperio durante el reinado del emperador Augusto, señaló el camino hacia una nueva época de prosperidad imperial dirigida por el gobierno de los "Cinco Buenos Emperadores".
A pesar de sus revolucionarios proyectos, estaba determinado a gobernar el Imperio concienzuda y escrupulosamente; de este modo se implicó personalmente en todas las ramas de la administración imperial. Los edictos publicados durante su reinado afectaban a los aspectos más íntimos de la vida privada de los romanos, mientras que los impuestos, las leyes y la moral pública se aplicaron de manera rigurosa. Según Suetonio, la burocracia imperial jamás se desempeñó de manera tan eficiente como durante su periodo como emperador; su opresiva exigencia y su predisposición a la sospecha llevaron a los niveles más bajos de la historia en cuanto a corrupción entre los gobernadores provinciales y los funcionarios electos. Entre los ejemplos de celo por el control gubernamental en las provincias se encuentra el proceso contra el procónsul Bebio Masa, gobernador de la provincia Bética, quien según Plinio el Joven, fue acusado de concusión durante el reinado de Domiciano.
Aunque no atacara al Senado de manera expresa, los integrantes de la cámara consideraban indigna la posición a la que habían sido relegados por la política del emperador. En cuanto a los cargos públicos, no hubo casi ningún tipo de favoritismo por motivos familiares, sino que se distribuyeron entre sus hombres de confianza; de ese modo rompía con la política nepotista practicada por Tito y Vespasiano. A la hora de asignar los oficios valoraba por encima de todo la lealtad y la maleabilidad, cualidades que encontró más entre los hombres pertenecientes al ordo equester que entre los senadores o sus familiares, de los que desconfiaba y a los que destituía si no estaban de acuerdo con la política imperial.
Su autocracia se acentuó con el hecho de que permaneció largos períodos fuera de la capital, comparables a los de Tiberio en Capri o Rodas. A pesar de que el poder del Senado ya había disminuido considerablemente tras la caída del orden republicano, durante el reinado de Domiciano el poder central no parecía siquiera encontrarse en la capital imperial, sino en el lugar en el que él se encontrara. De hecho, los miembros de la corte imperial habitaron en Alba o Circeo hasta que se completó la construcción del Palacio Flavio, emplazado en el monte Palatino. El emperador viajó por todas las provincias occidentales del Imperio, permaneciendo tres años en Germania e Iliria; desde estas provincias combatió a las tribus que amenazaban sus territorios.

#### Economía

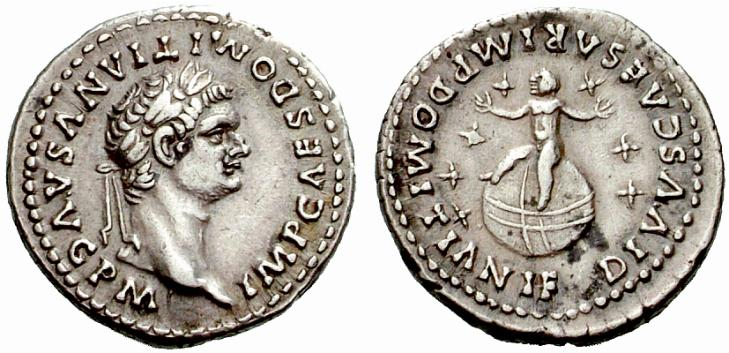
Tras su ascenso al trono, Domiciano revaluó la moneda al aumentar en un 12 % el contenido de plata de cada denarius. Esta moneda conmemora la deificación de su hijo, fallecido en c. 81.

La tendencia del emperador a supervisar los detalles administrativos se hizo evidente en su política financiera. Aunque la cuestión de si Domiciano dejó la economía imperial con deuda o superávit ha sido intensamente debatida, la mayoría de las pruebas apuntan a una economía relativamente equilibrada durante la mayor parte de su reinado. A su ascenso al trono revalorizó la moneda al aumentar en un 12 % el contenido de plata presente en el denario; no obstante, una crisis en 85 forzó la devaluación de la divisa, que alcanzó el nivel establecido por Nerón en 65. Aun así, su valor se conservó por encima del nivel mantenido durante los reinados de Vespasiano y Tito, y la estricta política fiscal de Domiciano aseguró que dicho estándar se sostuviese los siguientes once años. Las monedas acuñadas durante su reinado manifiestan un considerable grado de calidad, incluyendo una meticulosa atención a la hora de citar los títulos del emperador y un gran cuidado en los retratos integrados en el reverso de dichas monedas, que constituían refinadas obras de arte.
Jones establece que durante esta época los ingresos anuales de la administración imperial alcanzaban los mil doscientos millones de sestertii, más de un tercio de los cuales se destinaban a costear el mantenimiento del ejército. Gran parte de este dinero sirvió para costear la reconstrucción de la capital imperial, cuyos dañados edificios habían sufrido el Incendio de 64, el año de los cuatro emperadores (69), y el incendio del año 80. Más allá de un plan de reformas, los proyectos urbanísticos de Domiciano estaban destinados a renovar el capital cultural del Imperio. Durante su reinado se erigieron o completaron más de cincuenta nuevas estructuras, número solo superado por los edificios construidos bajo la administración de Augusto. Entre estas nuevas edificaciones destacan un odeón, el estadio de Domiciano, situado en el lugar que actualmente ocupa la piazza o plaza Navona, y un imponente palacio construido por el maestro arquitecto Rabirio; esta suntuosa construcción, emplazada en la colina Palatina, se conocía como el Palacio Flavio. Restauró el Templo de Júpiter, cuyo techo revistió de oro. Completó el Templo de Vespasiano y Tito, el Arco de Tito y el Anfiteatro Flavio; a esta estructura añadió un cuarto nivel y el acabado de la zona interior en las que se sentaba el público.
Para proteger la agricultura de la península itálica frente a las de las provincias, intentó limitar el cultivo de viñedos en estas, tratando, al mismo tiempo, de sustituir las vides por el cultivo de cereales y aumentar la disponibilidad de estos para la annona imperialis y la annona militaris.
A fin de contentar a la plebe, la administración imperial invirtió cerca de 135 millones de sestertii en donativos o congiariae. Se resucitaron los banquetes públicos, degradados a simples distribuciones de alimentos durante el reinado de Nerón, y se asignaron grandes cantidades de dinero a los juegos y espectáculos. En 86 se crearon los Juegos Capitolinos, una prueba deportiva celebrada cada cuatro años y que integraba competiciones atléticas, carreras de carros y concursos musicales e interpretativos. El emperador subvencionó los viajes que desde cualquier parte del Imperio efectuaban los competidores, y costeó los premios. Se introdujeron innovaciones en el programa de entretenimientos; tales como las simulaciones de enfrentamientos navales, las batallas nocturnas y los combates de gladiadores protagonizados por mujeres y enanos. En las competiciones de carros se añadieron dos nuevos equipos, la de los oros y la de los púrpuras.

#### Aspectos militares

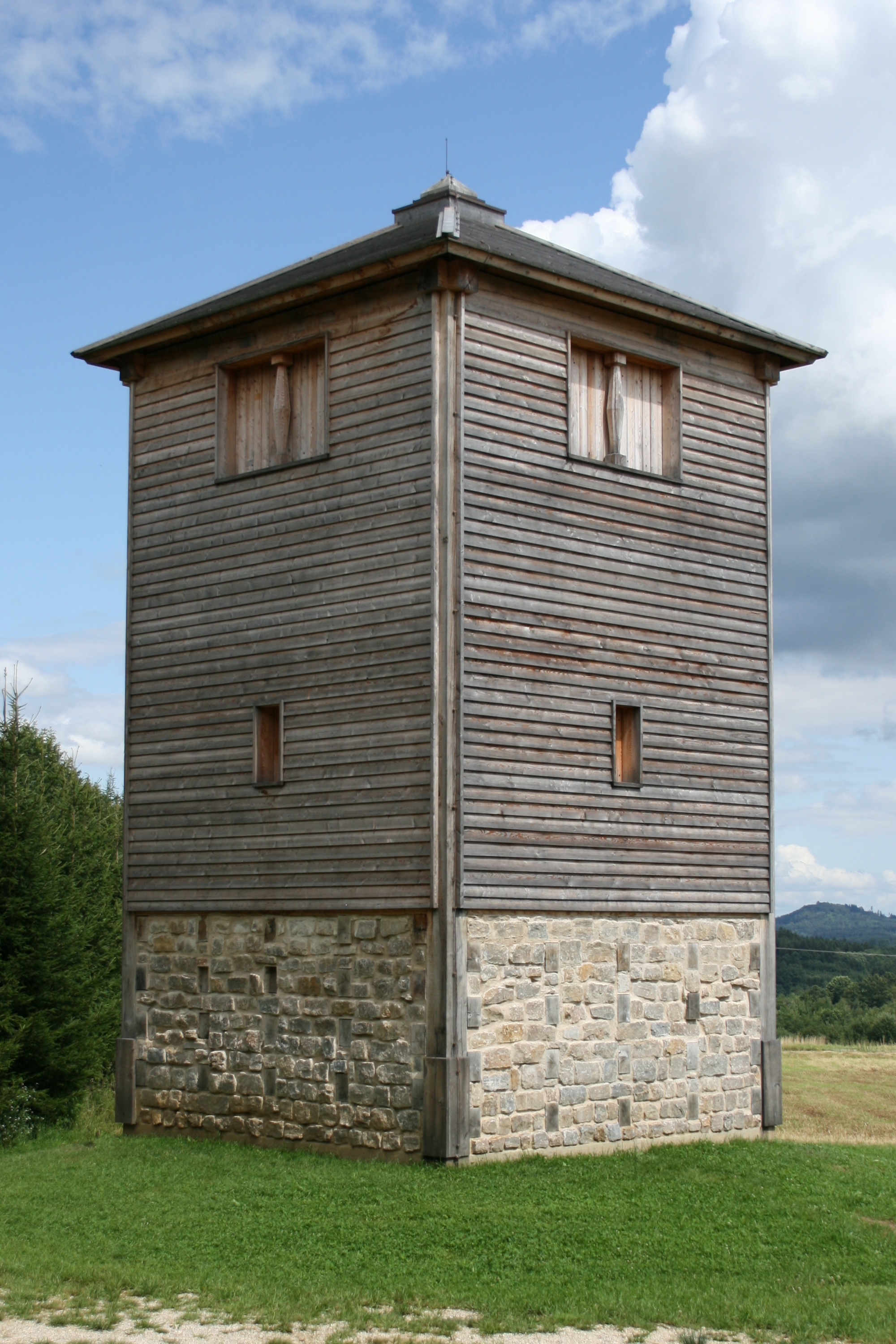
Reconstrucción de una de las atalayas del Limes Germanicus. Lo más significativo de la política militar de Domiciano fue la expansión y mejora de las defensas fronterizas.

Las campañas militares que tuvieron lugar durante su reinado fueron de naturaleza defensiva, pues el emperador rechazaba la idea de la guerra expansionista. Militarmente su aportación más importante fue el desarrollo del Limes Germanicus, una vasta red de caminos, fortalezas y torres de vigilancia construidas a lo largo del Rin a fin de defender el Imperio. Se libraron importantes conflictos; en la Galia contra los catos, y en la frontera del Danubio contra los suevos, sármatas y dacios. La conquista de Britania continuó bajo el mando de Cneo Julio Agrícola, un competente general que logró conquistar el territorio de Caledonia, correspondiente a la moderna Escocia. En 82 fue creada una nueva legión a fin de combatir a los chatti, la I Minervia.
Administró el ejército como había hecho con el resto de ramas gubernamentales, con una incómoda y constante intervención. Sin embargo, su falta de competencia como estratega militar se convirtió en blanco de las críticas de sus contemporáneos. Reclamó varios triunfos, entre el que destaca el realizado con el objeto de celebrar la victoria sobre los chatti. No obstante, dichos triunfos constituyen simples maniobras propagandísticas cimentadas sobre ficticias victorias en conflictos que no habían llegado a su término. Tácito los cataloga como «simulacros de triunfos», y efectúa una dura crítica sobre la decisión del emperador de retirar los efectivos estacionados en Britania. A pesar de todo, se hizo considerablemente popular entre los soldados tras permanecer junto a ellos tres años de campaña y aumentar un tercio su salario. Mientras sus oficiales sí que pudieron desaprobar sus decisiones tácticas, la lealtad que su figura ejercía en el soldado raso era incuestionable.

##### Campaña contra los catos
Cuando ascendió al trono, el emperador trató de labrarse la reputación como militar que no había podido conseguir hasta entonces. A principios de 82/3 se desplazó a la Galia con la pretensión de renovar el censo; sin embargo, a su llegada ordenó al ejército iniciar una campaña contra los catos. Para este fin, ordenó el reclutamiento de la Legio I Minervia, para reforzar el ejército de Germania Superior y luchar contra esta tribu germánica; sus hombres construyeron más de 75 kilómetros de carreteras para descubrir los lugares donde se ocultaba el enemigo. Aunque ha sobrevivido poca información acerca del conflicto, la rápida vuelta del emperador a la capital apunta a que los romanos alcanzaron una pronta victoria. 
En Roma, se organizó un elaborado triunfo en su honor y él mismo se otorgó el título de Germanicus. Los escritores antiguos desprecian esta supuesta victoria, a la que describen como una campaña «fuera de lugar», de la que deriva un «simulacro de triunfo». El importante papel que esta tribu desempeñó en la revuelta de Saturnino es síntoma de lo espurio de la campaña. Pese a todo esto las evidencias arqueológicas nos muestran que la campaña significó un avance militar romano en la parte superior del río Rin y el establecimiento de una zona de fortificación en piedra en la parte del Taunus y el río Main, además fueron construidas múltiples torres de vigilancia en el área.

##### Conquista de Britannia

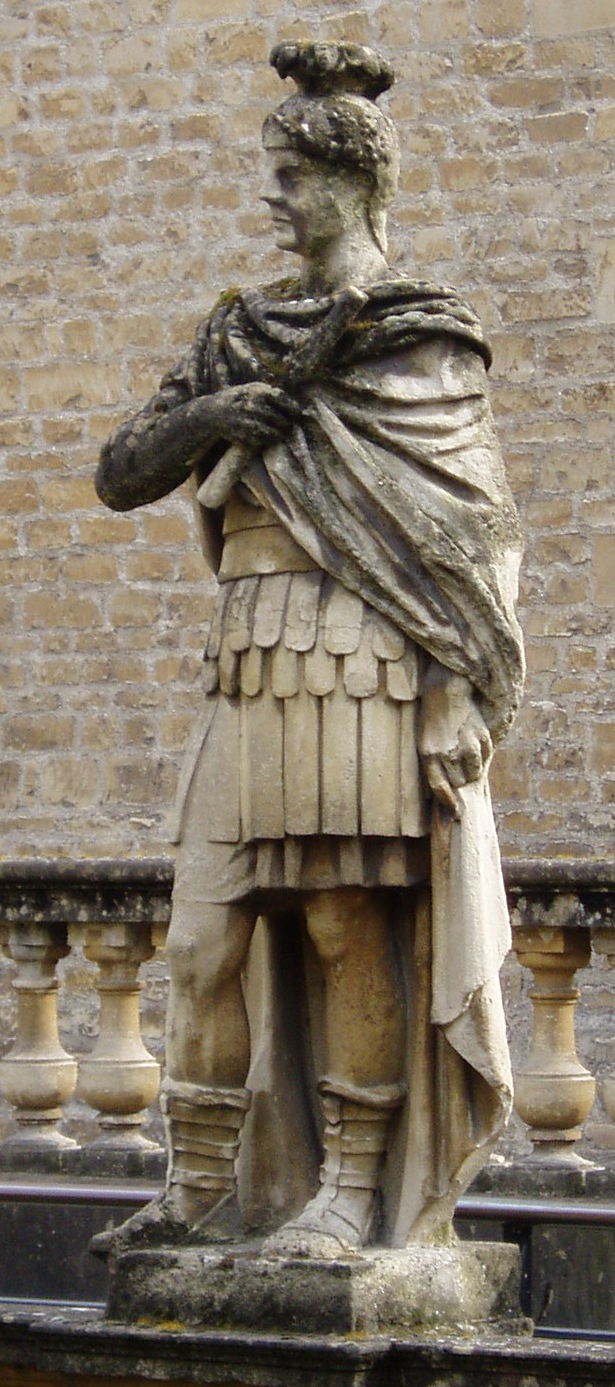
Estatua de Cneo Julio Agrícola en Bath.

Tácito, a través de la biografía de Agrícola, su suegro, confeccionó el informe militar más detallado del Periodo Flavio. El historiador dedica gran parte de la obra a la campaña realizada por este en Britania entre los años 77 y 84. A su llegada a la isla en 77/78, Agrícola lideró una campaña en Caledonia, en la moderna Escocia.
En 82, el comandante romano alcanzó territorios y combatió a tribus hasta entonces desconocidas para su nación. Tácito escribe que su administración fortificó la costa orientada hacia Irlanda y que su suegro afirmaba a menudo que se podía tomar la isla con una sola legión reforzada por un destacamento de auxiliares. Agrícola refugió a un monarca irlandés exiliado por su pueblo a fin de usarle como excusa para tomar la isla. Aunque dicha conquista nunca tuvo lugar, ciertos historiadores - como Vittorio Di Martino - defienden que las tropas romanas penetraron en ese territorio durante una misión de exploración a pequeña escala o, en su defecto, una expedición de castigo. Al año siguiente Agrícola formó una flota y avanzó allende Forth, río ubicado en Caledonia. A fin de ofrecer una firme cobertura defensiva al avance se construyó la enorme fortaleza de Inchtuthil. En el verano de 84 el comandante romano se enfrentó a las fuerzas caledonias lideradas por Calgaco en la Batalla del Monte Graupio. Aunque los romanos infligieron una aplastante derrota a las fuerzas indígenas, dos terceras partes de las huestes caledonias lograron escapar y esconderse en los pantanos escoceses y en las highlands. Este ejército sería el que a la postre impidió que Agrícola tomara toda la isla bajo su control.
En 85 Domiciano decidió llamar a Roma a Agrícola, quien había servido más de seis años como gobernador de la isla, más que cualquier legatus consularis ordinario de la Época Flavia. Tácito afirma, en la obra que dedicó a su suegro, que el motivo por el cual este había vuelto a ser llamado a la capital imperial era que sus victorias hacían sombra a los modestos triunfos que había obtenido el emperador en Germania. La relación entre Agrícola y Domiciano no está clara: por un lado el primero fue recompensado con honores triunfales y en su honor se erigió una estatua; por otro nunca pudo volver a ejercer cargo público alguno, a pesar de su experiencia y su fama. Aunque se le ofreció el gobierno de la provincia de África, Agrícola se negó; quizá a consecuencia de su mala salud o, tal como escribe Tácito, por temor a las maquinaciones del emperador. Poco después de que Agrícola regresara a Roma el Imperio romano entró en guerra en Oriente con el Reino de Dacia. A medida que se fueron requiriendo refuerzos en el este, Domiciano comenzó a retirar a las legiones que estaban desplegadas en suelo britano, se desmanteló la fortaleza de Inchtuthil y se abandonaron los fuertes y demás fortificaciones de Caledonia y, además, se desplazó la frontera romana 120 kilómetros al sur. Es posible que los mandos militares echasen en cara a Domiciano su decisión de retirarse, pero para él los territorios caledonios no suponían más que una pérdida de dinero para el Erario.

##### Guerras Dacias

La provincia romana de Dacia (el área señalada en rojo), tras la conquista de Trajano de 106. A la derecha de la imagen se encuentra el Mar Negro.

La amenaza más peligrosa a la que el Imperio tuvo que hacer frente durante el reinado de Domiciano tenía su origen en el norte de Iliria, donde suevos, sármatas y dacios realizaban continuas incursiones sobre los asentamientos romanos ubicados a orillas del Danubio. De estos pueblos, los más poderosos eran los sármatas y los dacios. Liderados por su rey, estos últimos cruzaron el Danubio y se internaron en la provincia de Mesia, sembrando el caos a su paso en 84/85 y asesinando brutalmente al gobernador, Sabino. El emperador se trasladó de inmediato a la provincia a la cabeza de un ejército; aunque en la práctica delegó el mando en su praefectus Fusco, quien, a mediados del año 85, logró hacer retroceder a los dacios hasta su territorio. El emperador regresó a la capital imperial a fin de celebrar su segundo triunfo. Sin embargo, la victoria no sería definitiva ya que, a principios del año 86, Fusco se embarcó en una fatídica expedición en territorio dacio, de la que derivó la completa destrucción de la Legio V Alaudae en Tapae. El praefectus fue asesinado y el aquila de la Guardia Pretoriana fue capturada.
El emperador regresó a Mesia en agosto del año 86. Una vez ahí dividió la provincia en Baja y Alta Mesia y trasladó tres nuevas legiones a la frontera del Danubio. Liderados por Lucio Tetio Juliano, los romanos volvieron a invadir Dacia en 87, y consiguieron derrotar a Decébalo en el mismo lugar donde Fusco había sido derrotado en 88. Sin embargo, la situación se complicó cuando los dacios consiguieron derrotar a los romanos en Sarmizegetusa, y los germanos devastaron la frontera alemana. A fin de evitar un conflicto en dos frentes, el emperador llegó a un acuerdo con el monarca dacio para la firma de un tratado de paz por el cual se permitiría el libre acceso de efectivos romanos a través de territorio dacio a cambio de una retribución anual de ocho millones de sestertii para Decébalo. Los escritores contemporáneos se mostraron inflexiblemente críticos con el documento, que consideraban vergonzoso para los romanos y al que criticaban que no contemplase cláusula alguna que sancionara a los asesinos de Fusco y Sabino. Durante el resto del reinado de Domiciano, el territorio dacio se mantuvo relativamente pacífico como reino cliente del Imperio; sin embargo, Decébalo invirtió el dinero romano en la construcción de defensas y volvió a desafiar a Roma en ulteriores ocasiones. La victoria decisiva sobre el rebelde monarca dacio no se produciría hasta 106, durante el reinado de Trajano. Aunque el ejército romano sufrió graves pérdidas, el Imperio capturó Sarmizegetusa, y lo más importante, las minas de oro y plata localizadas allí.

#### Política religiosa

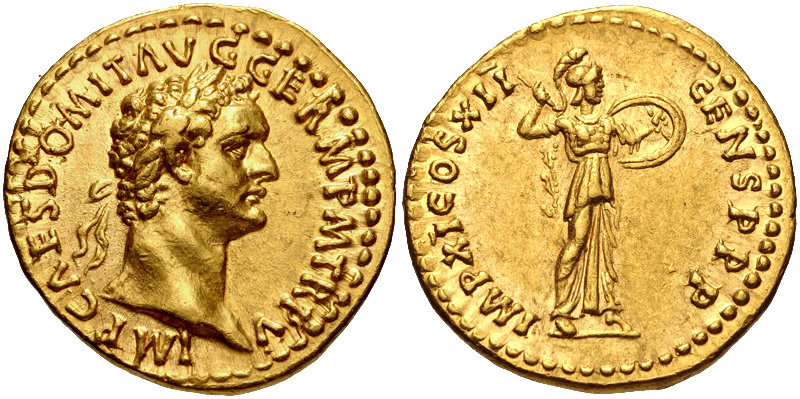
Áureo romano acuñado durante el reinado de Domiciano. El reverso contiene el grabado de la diosa Minerva, deidad favorita del emperador que apareció en numerosas clases de monedas emitidas por su administración. Esta moneda representa a la diosa avanzando con jabalina y escudo en mano.

Domiciano creía firmemente en la religión romana tradicional; dirigió una intensa política con el objeto de resucitar las antiguas costumbres y restablecer la moral romana. A fin de justificar la divina posición de la dinastía Flavia, enfatizó las ficticias conexiones con la deidad romana más importante, Júpiter. Se restauró el Templo de Júpiter de la Colina Capitolina y se construyó una pequeña capilla dedicada a Jupiter Conservator en las inmediaciones del edificio donde se escondió el emperador el 20 de diciembre de 69. A finales de su reinado el edificio sería ampliado y consagrado a Jupiter Custos. Sin embargo, la deidad favorita del emperador era Minerva. No sólo mantuvo una capilla dedicada a ella en su dormitorio, sino que ordenó a su administración que la diosa apareciera de manera regular en sus monedas. Además, en su honor se fundó la Legio I Minervia. Domiciano también resucitó la práctica del culto imperial, caída en desuso durante el reinado de Vespasiano; además, se confirieron honores a su hermano y se completó el Templo de Vespasiano y Tito, dedicado a su padre y hermano. A fin de estimular la memoria de los triunfos de los flavios, se construyeron el Templum Divorum y el Templum Fortuna Redux y se finalizó el Arco de Tito.
Los proyectos de construcción constituyen la parte más ostensible de la política religiosa efectiva durante su reinado, aunque el emperador también se preocupó en hacer que se cumpliera la ley religiosa y la moral pública. En 85 se designó a sí mismo censor perpetuo, magistratura responsable de supervisar la moral y conducta romana. De nuevo, el emperador desempeñó las responsabilidades derivadas de su cargo con gran diligencia. Se restauró la Lex Iulia de adulteriis coercendis, en virtud de la cual se exiliaba a los adúlteros. Golpeó y expulsó a un caballero que formaba parte de un jurado por haberse divorciado de su esposa y expulsó del Senado a un excuestor por actuar y bailar. Se persiguió despiadadamente la corrupción existente entre los funcionarios públicos a través de la eliminación de jurados que habían aceptado sobornos y la derogación de leyes cuando se sospechaba la existencia de un conflicto de intereses. Castigó con el exilio o el asesinato a los autores de escritos difamatorios, especialmente cuando dichos escritos iban dirigidos contra él. Se controlaba opresivamente a los actores a consecuencia de que sus actuaciones podían ser objeto de sátiras dirigidas a desprestigiar al emperador. En consecuencia, se prohibieron las apariciones públicas de los mimos. En 87 se descubrió que las vírgenes vestales habían roto su voto de castidad durante su época al servicio del Imperio; debido a que éstas eran consideradas hijas de la comunidad, esta ofensa constituía en esencia un incesto. Jones afirma que se condenó a muerte a los implicados en el delito y se quemó vivas a las vestales.
Las religiones extranjeras se toleraban en la medida que no interfirieran en el orden público y que pudieran ser asimiladas a la tradicional religión romana. Durante el reinado de la dinastía Flavia creció el culto a las distintas deidades egipcias de un modo que no volvería a verse hasta el inicio del reinado de Cómodo. Entre las deidades veneradas destacaban Serapis e Isis, identificadas con Júpiter y Minerva respectivamente. Una tradición basada en los escritos de Eusebio de Cesarea sostiene que cristianos y judíos fueron implacablemente perseguidos a finales de su reinado. Algunos historiadores actuales señalan que no existen pruebas suficientes de una verdadera opresión religiosa ejercida durante su reinado. Aunque los judíos fueron fuertemente gravados con impuestos, ninguna fuente contemporánea pone de manifiesto la existencia de juicios o ejecuciones basados en ofensas religiosas de esta naturaleza. Sin embargo la mayoría de los biblistas, y otros historiadores defienden la posición de que el Apocalipsis fue escrito durante el reinado de Domiciano como reacción a la intolerancia religiosa del emperador. Mientras que el emperador se hacía llamar "señor y dios Domiciano", el Apocalipsis responde «Εγω ειμαι το Α και το Ω, αρχη και τελος, λεγει ο Κυριος» (Yo soy el Alfa y la Omega, principio y fin, dice el Señor Dios —Ap. 1, 8—), es decir, que hay un solo Señor. La tensión también se manifiesta en grafitos hallados de la época, como el conocido Grafito de Alexámenos descubierto en el Palatino, que muestra a modo de burla a un cristiano adorando a un crucificado con cabeza de asno.
El destierro de Juan el Apóstol desde Éfeso a la isla de Patmos, donde según la tradición de Ireneo de Lyon, fue escrito el Libro del Apocalipsis, y la ejecución de Tito Flavio Clemente no pueden considerarse ejemplos de libertad religiosa. Según el historiador Dión Casio, Clemente y su esposa Flavia Domitila fueron acusados de ateísmo y condenados: Clemente fue ejecutado y Domitila desterrada a la isla de Pandataria. Es bien conocido que en el Imperio Romano, la acusación de "ateísmo" indicaba la negación a adorar a los dioses romanos en general y a reconocer el origen divino del emperador en particular. Según las legendarias Actas de los santos Nereo y Aquileo, Domitila y dos servidores suyos fueron exiliados, siendo los servidores decapitados y ella quemada. Es claro que, tanto bajo Nerón como bajo Domiciano, no hubo necesidad de legislación especial para perseguir.

#### Oposición

##### Revuelta de Saturnino

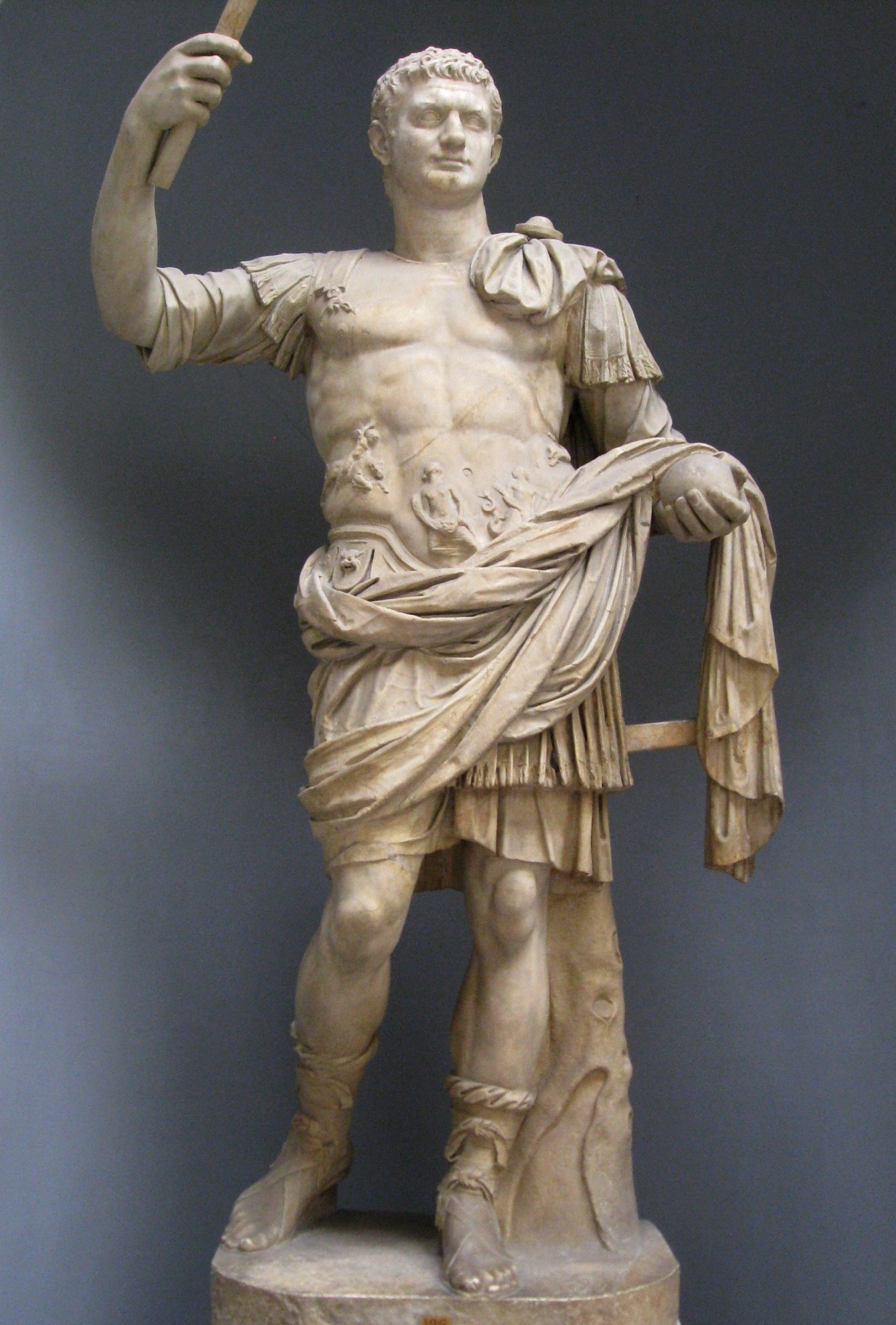
Estatua de Domiciano como emperador. Museos Vaticanos (Roma).

El 1 de enero de 89, Lucio Antonio Saturnino, gobernador de Germania Superior, y las dos legiones estacionadas en Mogontiacum (Maguncia), la XIV Gemina y la XXI Rapax, se rebelaron contra el Imperio con la ayuda de los chatii. Se desconocen las causas de la revuelta, aunque al parecer fue organizada con gran antelación. Los oficiales senatoriales despreciaban las estrategias militares de su emperador: su decisión de fortificar la frontera germana en lugar de atacar a las belicosas tribus que la habitaban, su reciente retirada de Britania, y su acuerdo de paz con Decébalo. En cualquier caso, la revuelta se limitaba estrictamente a la provincia de Saturnino; aunque la noticia del levantamiento rebelde pronto se conoció en los territorios vecinos. Asistido por el procurator de Recia, Tito Flavio Norbano, se trasladó a la provincia el gobernador de Germania Inferior, Aulo Bucio Lapio Máximo. Trajano acudió desde Hispania y el propio Domiciano inició su marcha a la cabeza de los pretorianos. La suerte hizo que un deshielo evitara que los chatii cruzaran el Rin a fin de acudir en ayuda de Saturnino. En 24 días los rebeldes fueron aplastados y sus líderes cruelmente castigados. Se enviaron a Iliria las legiones de Saturnino, mientras que las que las habían derrotado fueron generosamente recompensadas
Lapio Máximo recibió el gobierno de la provincia de Siria, un segundo consulado suffecto en mayo de 95, y un sacerdocio todavía ejercido en 102. Quizá Norbano fuera nombrado praefectus de Egipto, pero lo más probable es que alcanzara la prefectura pretoriana en 94, con Tito Petronio Segundo como colega. El emperador inició el año siguiente con un consulado compartido con Nerva, lo que sugiere que este último desempeñó un papel importante en el descubrimiento de la conspiración; quizá de manera similar a lo que hizo con la Conspiración de Pisón durante el reinado de Nerón. Aunque poco se conoce acerca de su carrera antes de su adhesión al trono, Nerva se muestra como un político diplomático y maleable, capaz de sobrevivir a numerosos cambios de gobierno; el sucesor de Domiciano fue uno de los asesores de mayor confianza de los Flavios. Su consulado parece estar encauzado a mostrar la estabilidad de su régimen. Tras la supresión de la revuelta, el Imperio volvió a estar en orden.

##### Relaciones con el Senado
Desde la caída del orden republicano, la autoridad del Senado se había visto muy mermada bajo el régimen gubernamental establecido por Augusto, conocido comúnmente con el nombre de Principado. Esta forma de gobernar permitía la existencia de un régimen autocrático de facto al tiempo que mantenía los aspectos formales del sistema republicano. La mayor parte de los emperadores estimularon esta falsa fachada democrática al tiempo que se aseguraron su reconocimiento como monarcas («princeps») entre los senadores. Sin embargo, Domiciano y otros emperadores no se valieron de la diplomacia a fin de alcanzar este reconocimiento, sino que emplearon la fuerza. El propio Domiciano había dado muestras de su autocracia nada más ascender al trono; no gustaba de los aristócratas y no tenía miedo en mostrarlo. Su gobierno supone la total anulación del poder del Senado, pues sus decisiones se basan en los consejos de un pequeño grupo de asesores y caballeros a los que se otorgó el control de importantes magistraturas estatales. Por otro lado, tras el asesinato de Domiciano los senadores de Roma se apresuraron a reunirse para aprobar una moción de condena de la memoria.
No obstante, trató de realizar alguna concesión al Senado. Considerando que durante los reinados de su padre y su hermano se concentró el poder consular en manos de la Familia Flavia, el emperador admitió un número sorprendentemente considerable de opositores provincianos al consulado; siempre y cuando él abriera cada año como cónsul ordinario. A pesar de ello, no se ha determinado si esto constituye un verdadero intento de reconciliarse con las facciones hostiles del Senado. Es probable que, al ofrecer el consulado a opositores potenciales pretendiera ponerles en peligro a ojos de sus partidarios. Cuando la gestión de sus enemigos no era impecable, eran exiliados o ejecutados y sus bienes confiscados.

Y con frecuencia exclamaba: ¡Qué miserable condición la de los príncipes! No se les cree acerca de las conspiraciones de sus enemigos hasta que son asesinados.

Tanto Tácito como Suetonio mencionan en sus obras una escalada de persecuciones hacia el final de su reinado. Ambos historiadores identifican el momento crítico de estas persecuciones en algún punto entre el año 89, año de la supresión de la revuelta de Saturnino, y el año 93. Se condenó a muerte al menos a veinte opositores políticos e ideológicos, entre los que se encuentran el anterior marido de Domicia Longina, Lucio Elio Lamia, y tres miembros de la familia imperial, Tito Flavio Sabino, Tito Flavio Clemente y Marco Arrecino Clemente. El hecho de que algunos de estos hombres fueran asesinados en 83/5 desacreditan la parte de la obra de Tácito en la que el historiador da testimonio de la existencia de un «reino del terror» a finales de su reinado. Según Suetonio, aquellos de los que sospechaba el emperador eran declarados culpables de corrupción o de traición.
Jones compara las ejecuciones que ordenó Domiciano con las que se llevaron a cabo durante el reinado del emperador Claudio (41-55), haciendo hincapié en el hecho de que, aunque Claudio asesinara a 35 senadores y a 300 miembros del ordo equester, fue deificado por el Senado y aún se le recuerda como uno de los mejores emperadores de la historia del Imperio romano. Domiciano, aunque incapaz de obtener el apoyo de la aristocracia, trató de neutralizar la oposición procedente de las facciones senatoriales hostiles a través de diversos nombramientos consulares. Su autocrático estilo de gobierno acentuó la pérdida de poder senatorial. Por otra parte, su ecuánime trato tanto al patriciado como a la realeza le valió el desprecio del pueblo.

### Muerte

#### Asesinato

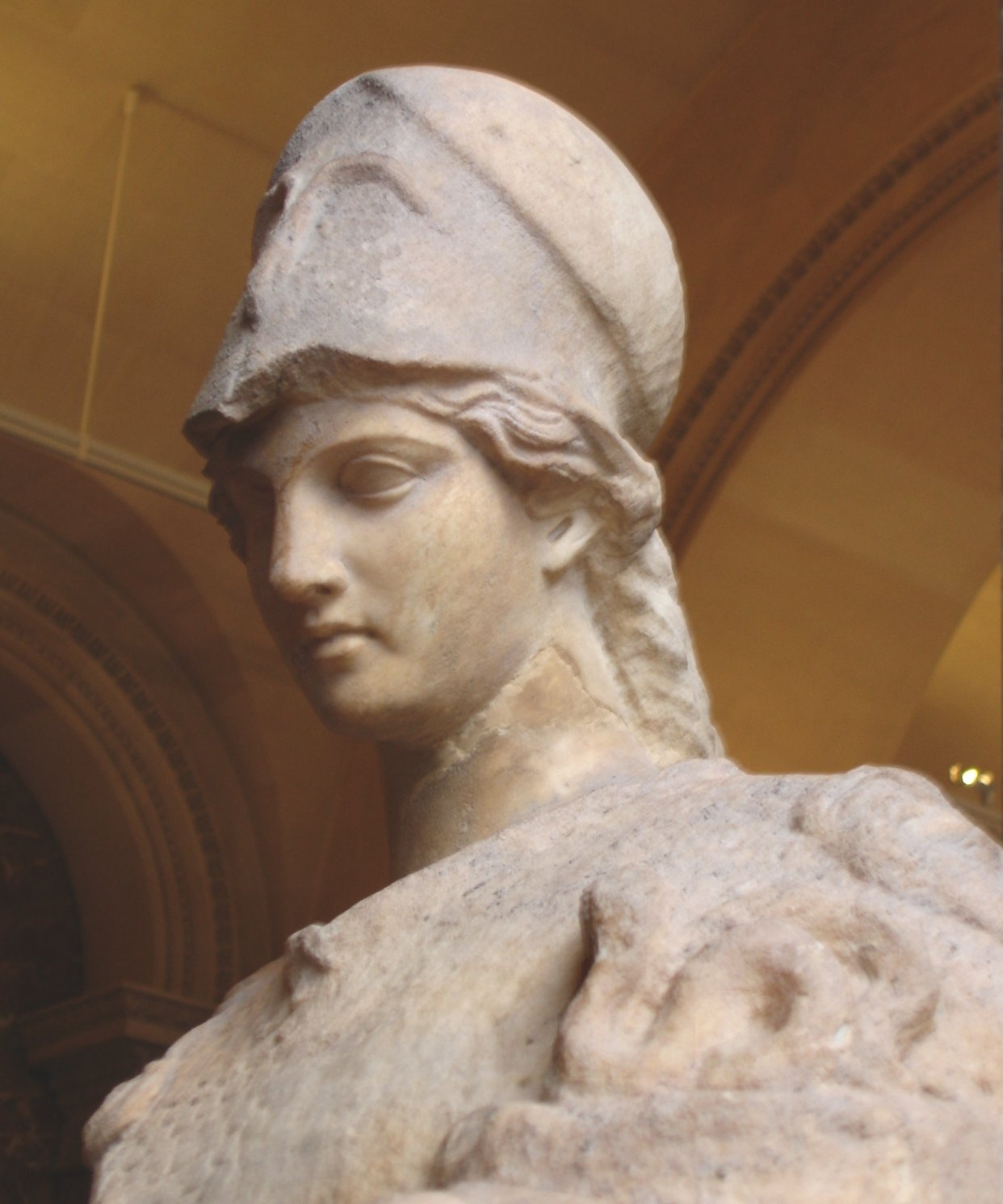
Según Suetonio, el emperador adoraba a Minerva como su protectora con supersticiosa veneración. Se dice que en un sueño le abandonó poco antes de su asesinato.

El emperador fue asesinado el 18 de septiembre de 96 a consecuencia de una conspiración palaciega urdida por un grupo de oficiales de la corte. Suetonio ofrece una detallada descripción del homicidio, afirmando que el líder de los conspiradores era el consejero imperial Partenio. Este oficial se había enemistado con el emperador a consecuencia de la ejecución de su secretario Epafrodito. Los autores materiales del crimen fueron el mismo Partenio, llamado Máximo, y Esteban, mayordomo de la sobrina del emperador, Flavia Domitila. No se ha determinado con total certeza la participación de la Guardia Pretoriana, liderada por Norbano y Petronio Segundo; de entre ellos, se sabe que este último tenía conocimiento del complot. La Historia romana de Dión Casio, escrita casi cien años después del delito, cita a Domicia Longina entre los conspiradores. No obstante, la fe y devoción que esta mujer sintió por su marido incluso después de su muerte hace que su participación en la conjura sea muy poco probable.
Dión sugiere que el asesinato fue un acto improvisado. Sin embargo, los escritos de Suetonio implican la existencia de una conspiración bien organizada. La víspera del ataque, Esteban fingió una lesión a fin de poder llevar una daga debajo de las vendas con las que se cubría la ficticia herida. El día del asesinato se cerraron las puertas de los cuartos de los sirvientes imperiales. El personal del emperador se llevó la espada que este ocultaba debajo de su almohada. A consecuencia de una predicción astrológica, el emperador creía que moriría a mediodía. El día señalado por el astrólogo, preguntó a un mancebo la hora; el muchacho, incluido en el complot, le respondió que era más de mediodía. Aliviado, el emperador se dirigió a su escritorio donde tenía planeado firmar algunos decretos; de repente, Esteban se le aproximó:

He aquí lo que se supo acerca de esta conjuración y de la manera cómo pereció Domiciano. No sabiendo los conjurados dónde ni cómo lo atacarían, si en la mesa o en el baño, Esteban, intendente de Domitila, acusado entonces de malversación, les ofreció sus consejos y su brazo. Para evitar sospechas, fingió tener una herida en el brazo izquierdo, y lo llevó durante muchos días rodeado de lana y vendajes. Llegado el momento, ocultó en él un puñal, e hizo pedir una audiencia al emperador para denunciarle una conspiración. Introducido en su cámara, mientras Domiciano leía con espanto el escrito que acababa de entregarle, lo hirió en el bajo vientre. Herido, el emperador trató de defenderse, cuando Clodiano, legionario distinguido, Máximo, liberto de Partenio, Saturio, decurión de los cubicularios, y algunos gladiadores, cayeron sobre él y le dieron siete puñaladas.

Esteban y el emperador continuarían combatiendo en el suelo hasta que el resto de conspiradores consiguieron dominarle y asestarle varias puñaladas. Domiciano fue asesinado solo un mes antes de su 45.º cumpleaños; sin ceremonia alguna se arrastró su cuerpo y se cremó el cadáver. Consumido el fuego se mezclaron sus cenizas con las de su sobrina Julia, depositadas en el Templo Flavio. Suetonio atestigua la existencia de una serie de presagios que habían predicho su muerte. Varios días antes, Minerva se le habría aparecido en un sueño anunciándole que Júpiter le había desarmado y que ya no sería capaz de protegerle.
Sabedores los conspiradores de la afición de Domiciano por los oráculos y predicciones, utilizaron ese carácter del emperador para el triunfo del complot que terminó con su vida. Puede considerarse este un caso de "profecía autocumplida", en el cual una creencia negativa sobre el futuro conduce a que suceda lo que tanto se teme.

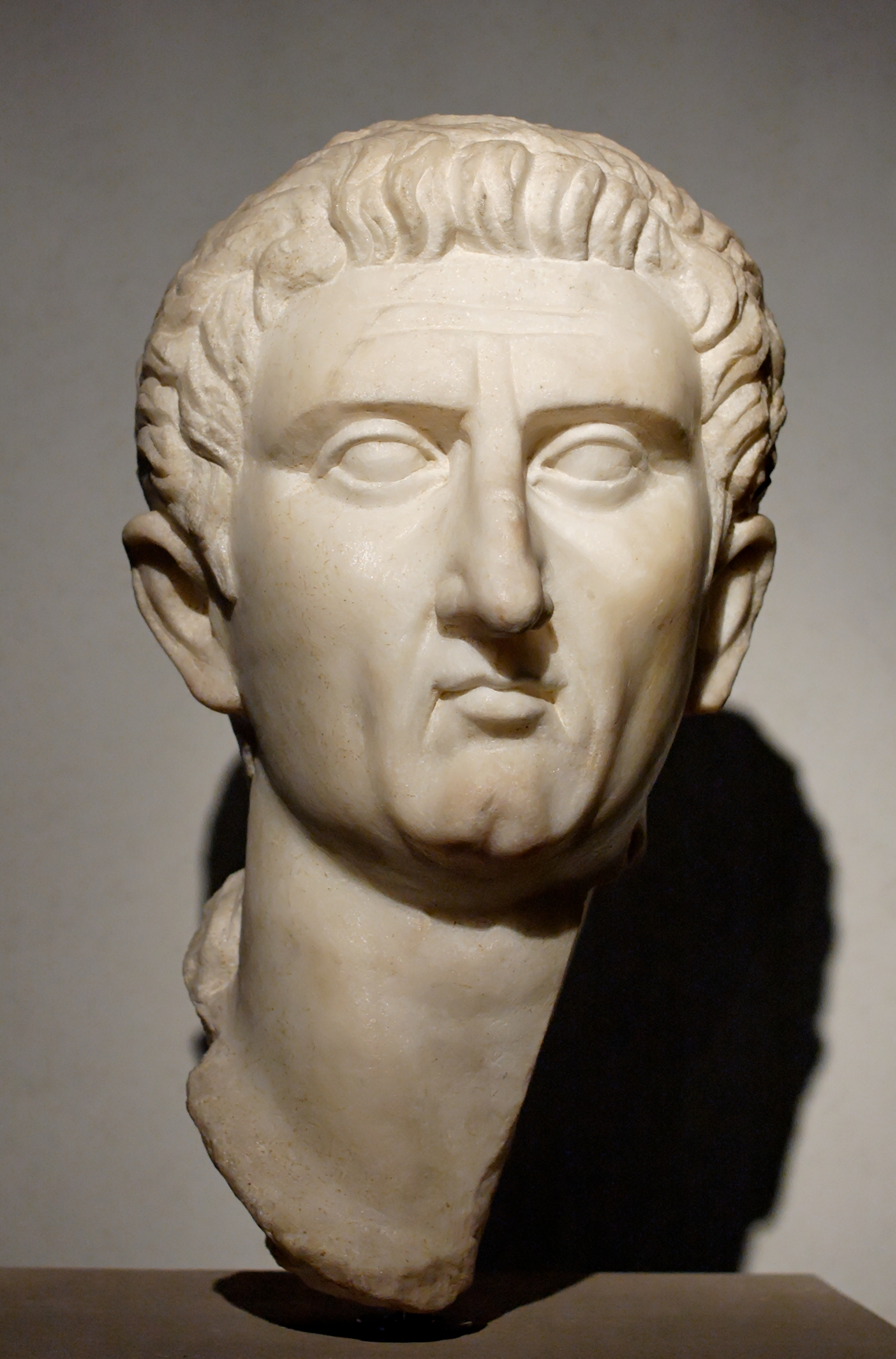
Busto del emperador Nerva. Según ciertos historiadores, tomó parte o tuvo conocimiento de la conspiración contra Domiciano. Inmediatamente después del asesinato fue proclamado emperador por el Senado.

#### Sucesión y consecuencias
Según el Fasti Ostienses, el Senado proclamó emperador a Nerva el mismo día del asesinato de Domiciano. El hecho de que en ese momento fuera considerado un sucesor inapropiado al trono ha dado pie a diversos autores a especular acerca de su participación en el homicidio. Dión Casio afirma que antes de cometer el crimen, los conspiradores debatieron cuál sería el sustituto del último Flavio; Nerva fue uno de ellos, no solo a causa de sus dotes administrativas, sino también porque el emperador sospechaba de él, haciendo que no tuviera nada que perder si tomaba parte en el complot. Si bien nunca se ha confirmado su participación en el homicidio, Murison —entre otros— sostiene que fue proclamado emperador unas horas después de conocer la noticia y exclusivamente por iniciativa de los senadores. Aunque es factible, no parece que participara en la conjura.
Tras el nombramiento de Nerva como emperador, el Senado emitió un damnatio memoriae (literalmente, «condena de la memoria») sobre Domiciano: sus monedas y estatuas fueron fundidas, sus arcos derribados y su nombre eliminado de todos los registros públicos. Domiciano es el único emperador sobre el que se emitió de manera oficial un damnatio memoriae, aunque se pudo imponer de facto sobre otros. La mayoría de sus retratos fueron restaurados a fin de que representaran al nuevo emperador; de este modo se impulsaba la producción de nuevos cuadros al tiempo que se eliminaba el material sobre el que pesaba la condena senatorial. Casi todas las estatuas que han llegado hasta nuestros días se hallaron en las provincias imperiales. El Palacio Flavio pasó a llamarse la «Casa del Pueblo»; Nerva se trasladó a vivir a la antigua residencia de Domiciano, ubicada en los Jardines de Salustio'.
Aunque la sucesión se efectuó de manera muy rápida, se mantuvo latente el apoyo de las fuerzas armadas al recién fallecido emperador. A su muerte los militares solicitaron su deificación, y a modo de medida compensatoria se demandó la ejecución de los asesinos de Domiciano, a lo que Nerva se negó. Receloso, el emperador sustituyó a Tito Petronio Segundo por Casperio Eliano como praefectus praetorio. El inicio del reinado de Nerva estuvo marcado por la total insatisfacción por el estado de las cosas; en octubre de 97 estallaría una nueva crisis cuando los pretorianos, liderados por Casperio Eliano, asediaron el Palacio Imperial y tomaron al emperador como rehén. Este se vio obligado a ceder a sus peticiones, a entregar a los responsables por la muerte de Domiciano e incluso a emitir un discurso en el que elogiaba su actitud. Tito Petronio Segundo y Partenio fueron capturados y asesinados. Aunque el emperador salió ileso de su secuestro, este supuso un durísimo revés a su autoridad. Poco después se anunció la adopción de Trajano y su nombramiento como sucesor al trono. Esta decisión supone para muchos historiadores —como Plinio o Syme— su abdicación.

### Revisionismo moderno

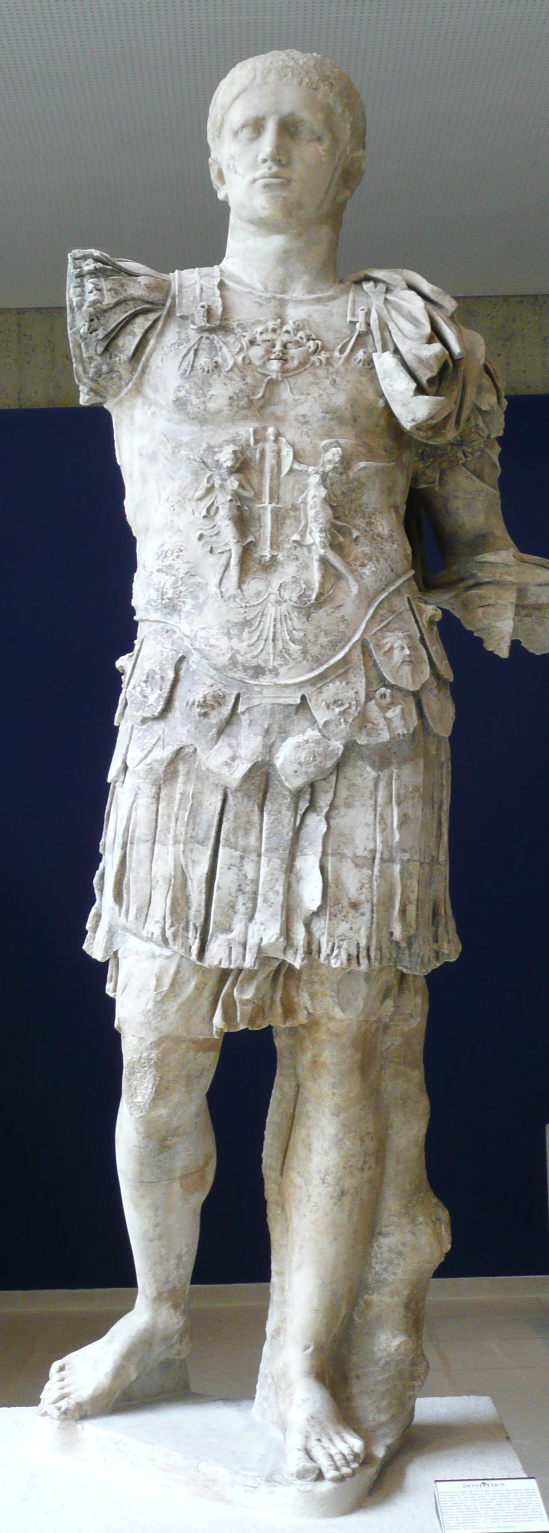
Domiciano vestido de militar. (Vaison-la-Romaine)

## Legado